# Antonio Jaramillo
Antonio Jaramillo (Tijuana, 24 agosto 1981) è un attore messicano.

## Carriera
È noto per aver interpretato il personaggio di Michael 'Riz' Ariza nella serie televisiva Mayans M.C. È stato inoltre nel cast principale della sitcom Meet the Browns.
Nel 2014 è inoltre nel cast della serie reboot Dallas.
Ha avuto un ruolo come doppiatore, prestando la voce a Javier Escuella nel videogioco Red Dead Redemption.

## Filmografia

### Televisione
- Veronica Mars - serie TV, episodio 1x21 (2005)
- Streghe (Charmed) - serie TV, episodio 8x04 (2005)
- CSI: Miami - serie TV, episodio 6x08 (2007)
- Meet the Browns - serie TV, 25 episodi (2009-2011)
- Burn Notice - Duro a morire (Burn Notice) - serie TV, episodio 6x12 (2012)
- CSI - Scena del crimine (CSI: Crime Scene Investigation) - serie TV, episodio 13x14 (2013)
- The Mentalist - serie TV, episodio 5x19 (2013)
- Arrested Development - Ti presento i miei (Arrested Development) - serie TV, episodio 4x13 (2013)
- Dallas - serie TV, 10 episodi (2014)
- Devious Maids - Panni sporchi a Beverly Hills (Devious Maids) - serie TV, 3 episodi (2015)
- CSI: Cyber - serie TV, episodio 1x11 (2015)
- Shades of Blue - serie TV, 6 episodi (2016)
- Lucifer - serie TV, episodio 3x04 (2017)
- Mayans M.C. - serie TV, 20 episodi (2018-2019)
- SEAL Team - serie TV, episodi 2x08-2x09 (2018)
- The Rookie - serie TV, episodio 1x13 (2019)
- Magnum P.I. - serie TV, episodio 2x10 (2019)
- Snowfall - serie TV, 3 episodi (2021)
- Regina del Sud (Queen of the South) - serie TV, episodi 5x07-5x08 (2021)
- NCIS - Unità anticrimine (NCIS) - serie TV, episodio 19x14 (2022)
- Station 19 - serie TV, 3 episodi (2023)
- Chicago Med - serie TV, episodio 8x16 (2023)
- NCIS: Origins - serie TV, episodio 1x09 (2024)

### Doppiaggio
- Red Dead Redemption - videogioco, voce di Javier Escuella (2010)

## Doppiatori italiani
Nelle versioni in italiano delle opere in cui ha recitato, Antonio Jaramillo è stato doppiato da:
- Daniele Raffaeli in Burn Notice - Duro a morire, Regina del Sud
- Alessandro Budroni in Station 19, NCIS: Origins
- Gianfranco Miranda in CSI: Miami
- Gaetano Varcasia in CSI - Scena del crimine
- Davide Marzi in The Mentalist
- Diego Suarez in Devious Maids - Panni sporchi a Beverly Hills
- Massimiliano Plinio in Lucifer
- Roberto Certomà in Mayans M.C.
- Luca Ghignone in The Rookie
- Stefano Alessandroni in Snowfall
- Alberto Bognanni in NCIS - Unità anticrimine